# Eupithecia hydrargyrea
Eupithecia hydrargyrea är en fjärilsart som beskrevs av Claude Herbulot 1954. Eupithecia hydrargyrea ingår i släktet Eupithecia och familjen mätare. Inga underarter finns listade i Catalogue of Life.